# Штаудернхайм
Штаудернхайм (нем. Staudernheim) — община в Германии, в земле Рейнланд-Пфальц.
Входит в состав района Бад-Кройцнах. Подчиняется управлению Бад Зобернхайм. Население составляет 1490 человек (на 31 декабря 2010 года). Занимает площадь 11,48 км².